# Benno van Dalen
Benno van Dalen (1962) é um astrônomo e historiador da matemática neerlandês.
Benno van Dalen estudou matemática e informática na Universidade de Utrecht.
É membro correspondente da Académie internationale d’histoire des sciences. Foi palestrante convidado do Congresso Internacional de Matemáticos em Hyderabad (2010: Islamic astronomical handbooks and their transmission to India and China).

## Obras
- A Statistical Method for Recovering Unknown Parameters from Medieval Astronomical Tables, Centaurus, Volume 32, 1989, p. 85–145.
- On Ptolemy’s Table for the Equation of Time, Centaurus 37 (1994), p. 97–153.
- com E. S. Kennedy, Mustafa K. Saiyid: The Chinese-Uighur Calendar in Tûsî's Zîj-i Îlkhânî, Zeitschrift für Geschichte der Arabisch-Islamischen Wissenschaften, Volume 11, 1997, p. 111–152.
- Islamic Astronomy in China during the Yuan and Ming Dynasties, Historia Scientiarium, Volume 7, 1997, p. 11–43.
- Islamic and Chinese Astronomy under the Mongols: a Little-Known Case of Transmission, in: Yvonne Dold-Samplonius, Joseph W. Dauben, Menso Folkerts, Benno van Dalen (Eds.): From China to Paris: 2000 Years Transmission of Mathematical Ideas, Boethius 46, Stuttgart: Steiner, 2002, p. 327–356.
- com E. S. Kennedy, George A. Saliba, Julio Samsó: Al-Battânî’s Astrological History of the Prophet and the Early Caliphate, Suhayl 9 (2009–2010), p. 13–148.